# Ormenophlebia
Ormenophlebia – rodzaj ważek z rodziny świteziankowatych (Calopterygidae).

## Zasięg występowania
Rodzaj obejmuje gatunki występujące na obszarach górzystych północno-zachodniej i środkowo-zachodniej części Ameryki Południowej – na terenie Kolumbii, Ekwadoru, Peru i Boliwii.

## Morfologia
Są to duże, smukłe ważki o metalicznozielonym ubarwieniu; długość odwłoka samców 60–69 mm, samic 45–49 mm. U gatunku występuje dymorfizm płciowy.

## Systematyka
Rodzaj ten wprowadził w 2006 roku amerykański entomolog Rosser W. Garrison, wydzielając go z Mnesarete na podstawie różnic w morfologii. Autor zaliczył do rodzaju cztery gatunki, a na gatunek typowy wyznaczył Lais imperatrix McLachlan, 1878.

### Etymologia
Ormenophlebia: gr. ormeno „łodyga”; gr. phlebia „żyła, żyłka”. Nazwa rodzajowa odnosi się do długich i wąskich skrzydeł.

### Podział systematyczny
Do rodzaju należą następujące gatunki:
- Ormenophlebia imperatrix (McLachlan, 1878)
- Ormenophlebia regina (Ris, 1918)
- Ormenophlebia rollinati (Martin, 1897)
- Ormenophlebia saltuum (Ris, 1918)